# Palmöl
Palmöl ist ein Pflanzenfett, das aus dem Fruchtfleisch der Früchte der Ölpalme gewonnen wird. Aus den Kernen der Früchte wird Palmkernöl gewonnen. Ölpalmen sind dreimal so ertragreich wie Raps und beanspruchen für den gleichen Ertrag etwa ⅙ der Fläche von Soja. Die Palmölproduktion steht wegen des damit verbundenen Verlusts von Regenwäldern in Ländern wie Indonesien und des damit verbundenen Beitrags zu den Biodiversitäts- und Klimakrisen in der scharfen Kritik.

## Palmöl
Palmöl, auch Palmfett, wird aus dem Fruchtfleisch der Palmfrüchte gewonnen. Die Früchte werden sterilisiert und gepresst, dabei entsteht das rohe Palmöl, CPO (Crude Palm Oil). Früchte und Öl haben wegen ihres hohen Carotingehaltes eine orangegelbe bis braunrote Färbung, die bei der Raffination entfernt wird. Reines und frisches Palmöl hat einen spezifischen Veilchengeruch, einen süßlichen, angenehmen Geschmack und ist von klarer und heller Farbe. Kommerzielles Öl ist aber aufgrund weniger sorgfältig ausgeführter Präparationsmethoden zumeist trüb und gefärbt. Auch bekommt das Öl durch Alterung eine zunehmende Trübung und einen intensiveren Geruch. Dieser auch als Fermentation bezeichnete Alterungsprozess wird durch Mikroorganismen verursacht. Der Schmelzbereich von Palmöl liegt, je nach Zusammensetzung, zwischen 27 °C und 42 °C.
Wie in allen Pflanzenölen sind auch in Palmöl verschiedene Fettsäuren in Triglyzeriden gebunden. Es besteht zu über 50 % aus gesättigten Fetten. Weiter sind Tocopherole, Carotinoide sowie geringe Mengen an Sterolen enthalten. In der Hauptsache handelt es sich um β-Sitosterin, der Nachweis kann durch Hochtemperatur-Gaschromatographie erfolgen.
Neben einem unterdrückten Fermentationsprozess, der sich in Farbe und Geruch widerspiegelt, war in der Vergangenheit ein weiteres Qualitätskriterium im internationalen Handel mit Palmöl der Gehalt an freien Fettsäuren des Öles. Öle mit geringerem Gehalt an sauren Bestandteilen galten als qualitativ hochwertiger und waren daher auch teurer, vor allem konnte der Säuregehalt durch unsachgemäße Pressung unangenehm ansteigen. 

Allgemeine chemische Struktur von Ölen, wie Palmöl. Palmöl ist, wie andere Öle, ein Gemisch von Triestern des Glycerins. In der Abbildung steht R^{1}, R^{2} und R^{3} für Alkylreste (ca. 50 %) oder Alkenylreste (ca. 50 %) mit einer meist ungeraden Anzahl von Kohlenstoffatomen.

### Produktion weltweit und Anbaugebiete
Im Jahr 2020 wurden weltweit 75.875.549 Tonnen hergestellt. Folgende Tabelle gibt eine Übersicht über die zehn größten Produzenten von Palmöl und Palmkernöl, die 2020 insgesamt 95,7 % der Erntemenge produzierten.
| Rang | Land            | Menge (in t) |
| ---- | --------------- | ------------ |
| 1    | Indonesien      | 44.759.147   |
| 2    | Malaysia        | 19.140.613   |
| 3    | Thailand        | 2.690.000    |
| 4    | Kolumbien       | 1.557.995    |
| 5    | Nigeria         | 1.280.000    |
| 6    | Guatemala       | 805.000      |
| 7    | Honduras        | 700.000      |
| 8    | Papua-Neuguinea | 630.000      |
| 9    | Brasilien       | 576.763      |
| 10   | Elfenbeinküste  | 492.800      |
|      | Summe Top Ten   | 72.632.318   |

Mit 36 % Marktanteil ist Palmöl vor Sojaöl das meistangebaute Pflanzenöl der Welt. Die Weltproduktion von Palmöl stieg von 2010 bis 2020 über 60 %. Im Jahr 2020 wurden weltweit 75,9 Millionen Tonnen Palmöl produziert. Zum Vergleich: Im Jahr 2000 waren es noch 22,2 Millionen Tonnen gewesen.
Die wichtigsten Anbauländer für Ölpalmen sind Indonesien und Malaysia mit zusammen 84,1 % der Weltproduktion. Allein Indonesien steigerte seine Produktion seit 2002 um das Viereinhalbfache und überholte im Wirtschaftsjahr 2006 den Marktführer Malaysia. Die Anbauflächen in Malaysia und Indonesien haben sich seit 1990 versechsfacht. Tendenz steigend.

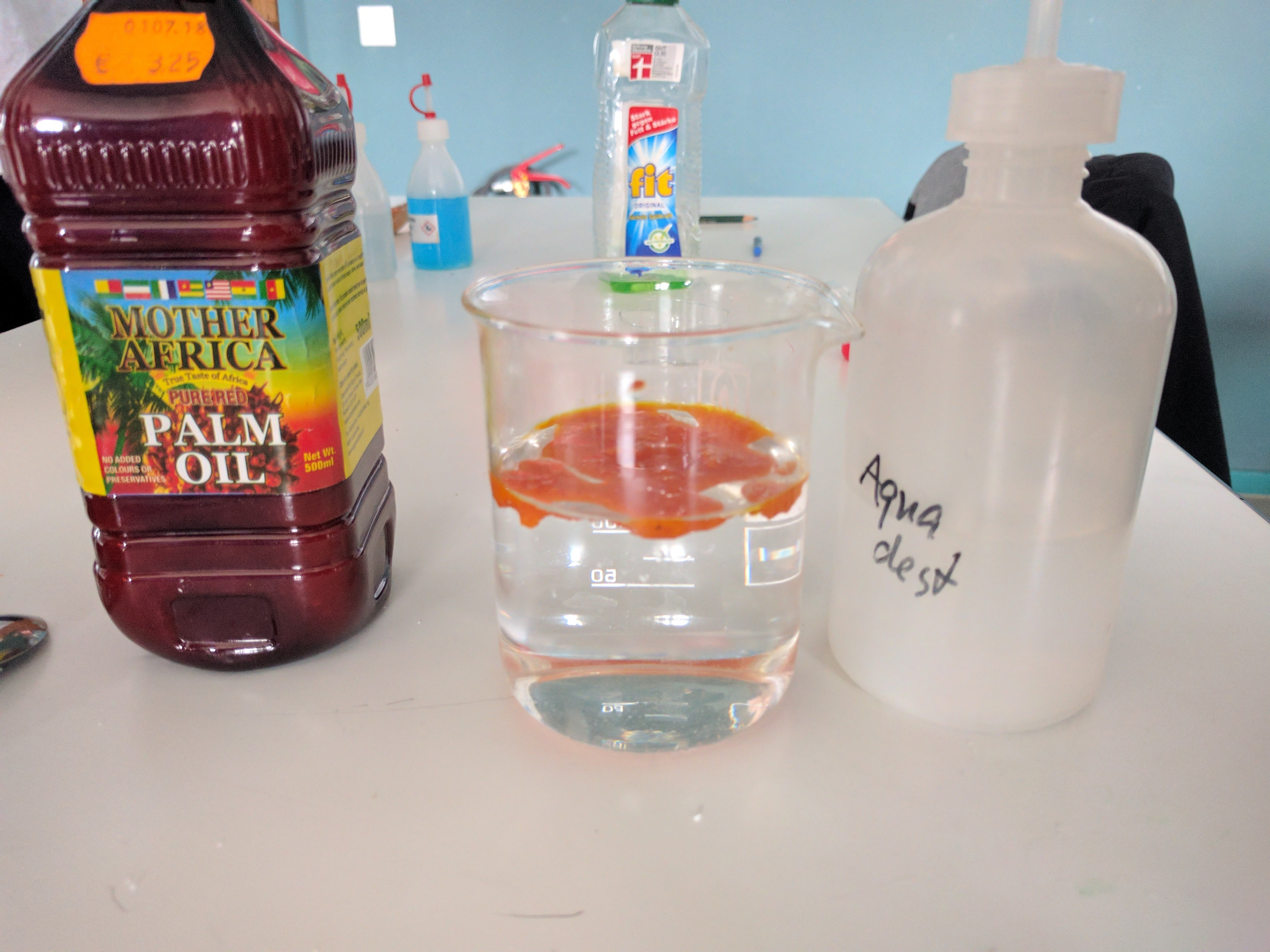
Hydrophobie und hohe Viskosität des Palmöls

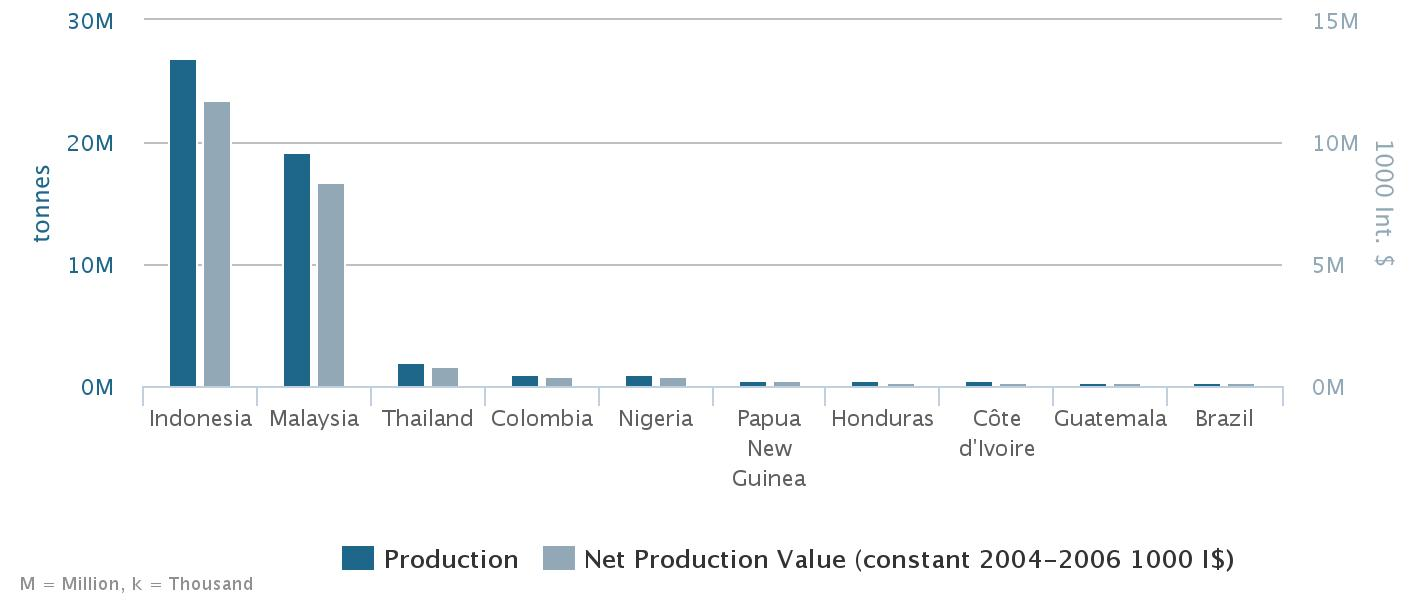
Top 10 Länder, Palmölproduktion 2013

Damit lag der Weltmarktanteil 2020 von Indonesien bei 59,0 % und der von Malaysia bei 25,2 %. Andere Produktionsländer wie Thailand (3,5 %), Kolumbien (2,1 %) und Nigeria (1,7 %) spielen nur eine marginale Rolle.
Die weltweit größte Handelsgesellschaft für Palmöl ist Wilmar International. Des Weiteren zu nennen sind die die südostasiatischen Plantagen besitzenden Unternehmen Sime Darby, IOI Group und Kuala Lumpur Kepong. Die Hauptabnehmer für Palmöl befinden sich vor allem in Europa und Asien. Dabei stellt Indien vor der Europäischen Union, China und Pakistan den wichtigsten Importeur dar. Vor allem in China und Indien nahm die Nutzung als Lebensmittel sehr stark zu, allein im Jahr 2006/07 steigerte sie sich um 4,5 % bzw. 1,2 Millionen Tonnen. Dagegen stieg die industrielle Nutzung vor allem durch die Herstellung von Biodiesel um 8,9 % bzw. 710.000 Tonnen.
Im April 2022 verkündete Indonesiens Präsident Joko Widodo zur Sicherstellung der Eigenversorgung des Landes mit Speiseöl einen Exportstopp für Palmöl, beginnend zum 28. April. Betroffen sein sollen bis auf Weiteres nur höherwertige Ware (refined, bleached and deodorized – RBD), nicht Rohpalmöl (crude palm oil – CPO). RBD sind jedoch rund 40 % der Palmöl-Ausfuhr Indonesiens.

### Verwendung
Laut der Fachagentur Nachwachsende Rohstoffe wurde 2010 das weltweit produzierte Palm- und Palmkernöl
etwa zu 68 % für Nahrungsmittel (z. B. Margarine, Salat- und Kochöl), etwa 27 % für industrielle Zwecke (z. B. Reinigungsmittel, Kosmetik, Kerzen) und 5 % für die Energiegewinnung verwendet. Laut Informationen von Greenpeace und WWF steckt Palmöl heute in etwa jedem zweiten Produkt, das in deutschen Supermärkten zu kaufen ist.

Verbrauch von Palmöl in Deutschland (2019)
Gesamtverbrauch: 1,26 Millionen Tonnen

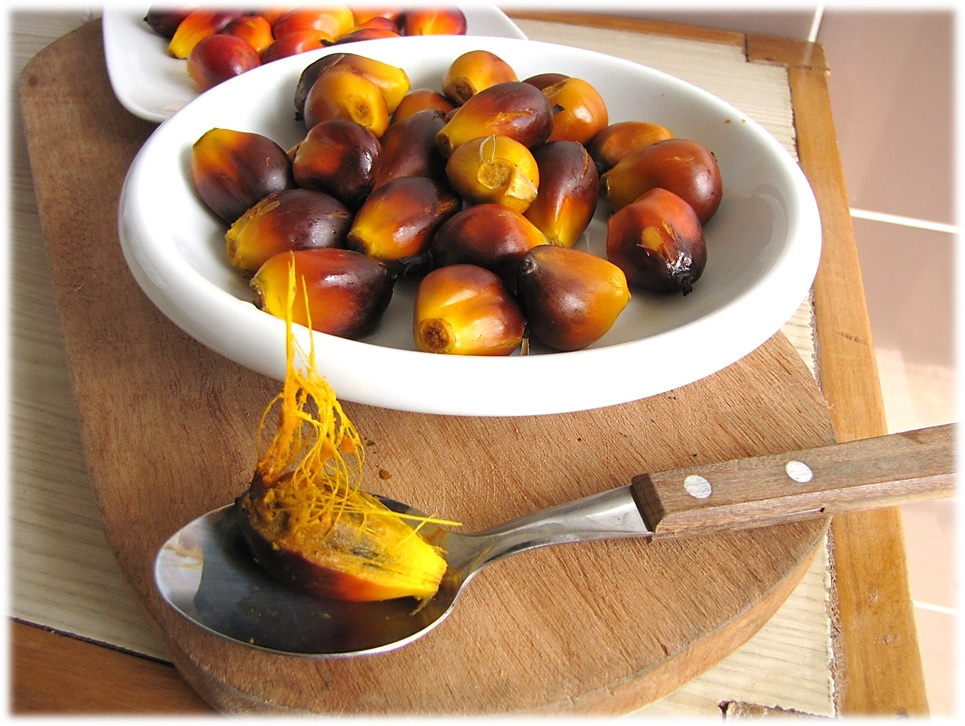
Aus dem Fruchtfleisch der Ölpalme wird Palmöl hergestellt, Palmkernöl wird aus den Kernen der Ölfrüchte gewonnen

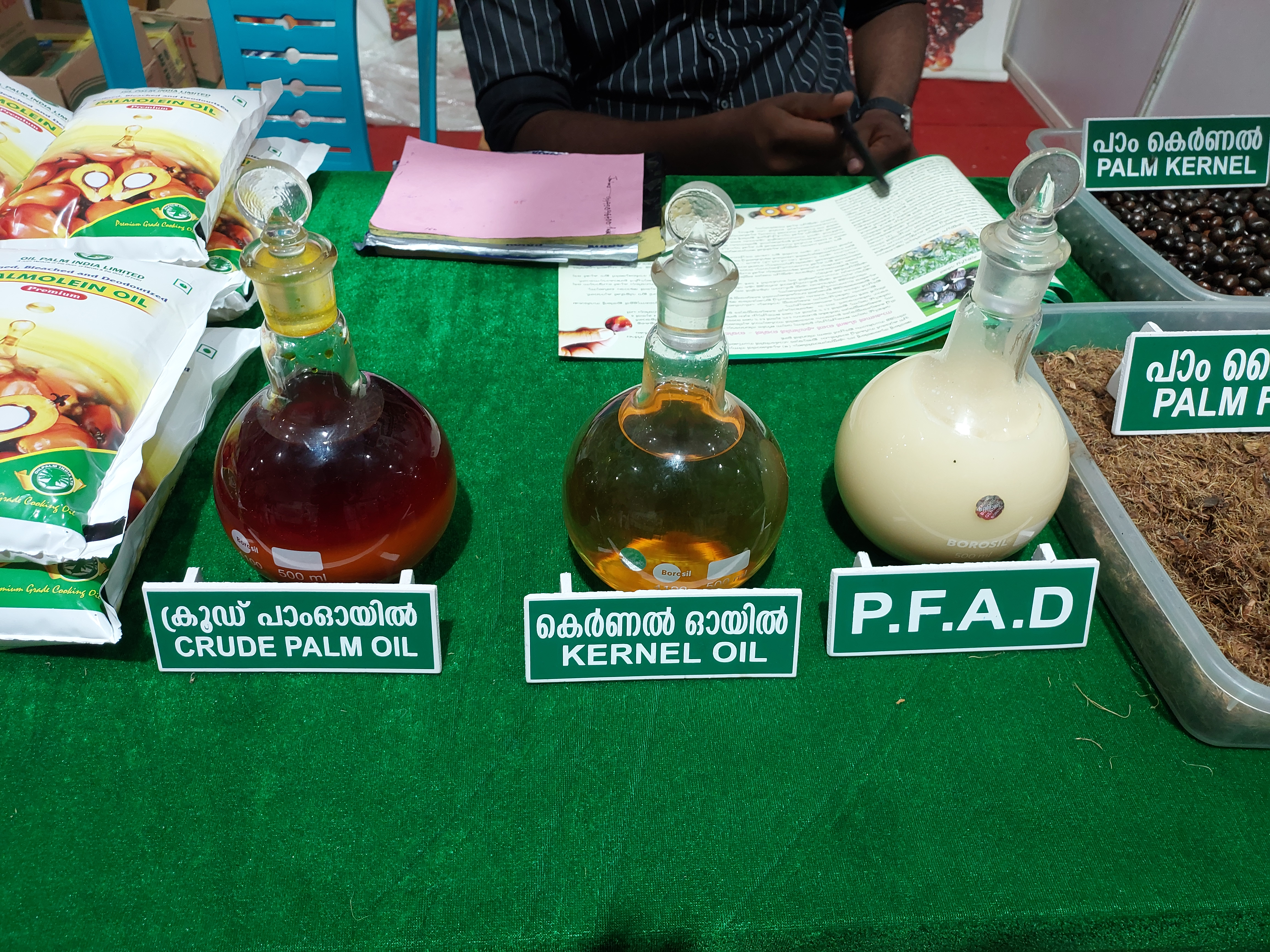
Links Palmöl, in der Mitte Palmkernöl und rechts P.F.A.D. (Palm Fatty Acid Distillate), welches bei der Aufbereitung des rohen Palmöls anfällt, es enthält überwiegend freie Fettsäuren. Es wird in der Industrie oder in der Futtermittelindustrie verwendet.

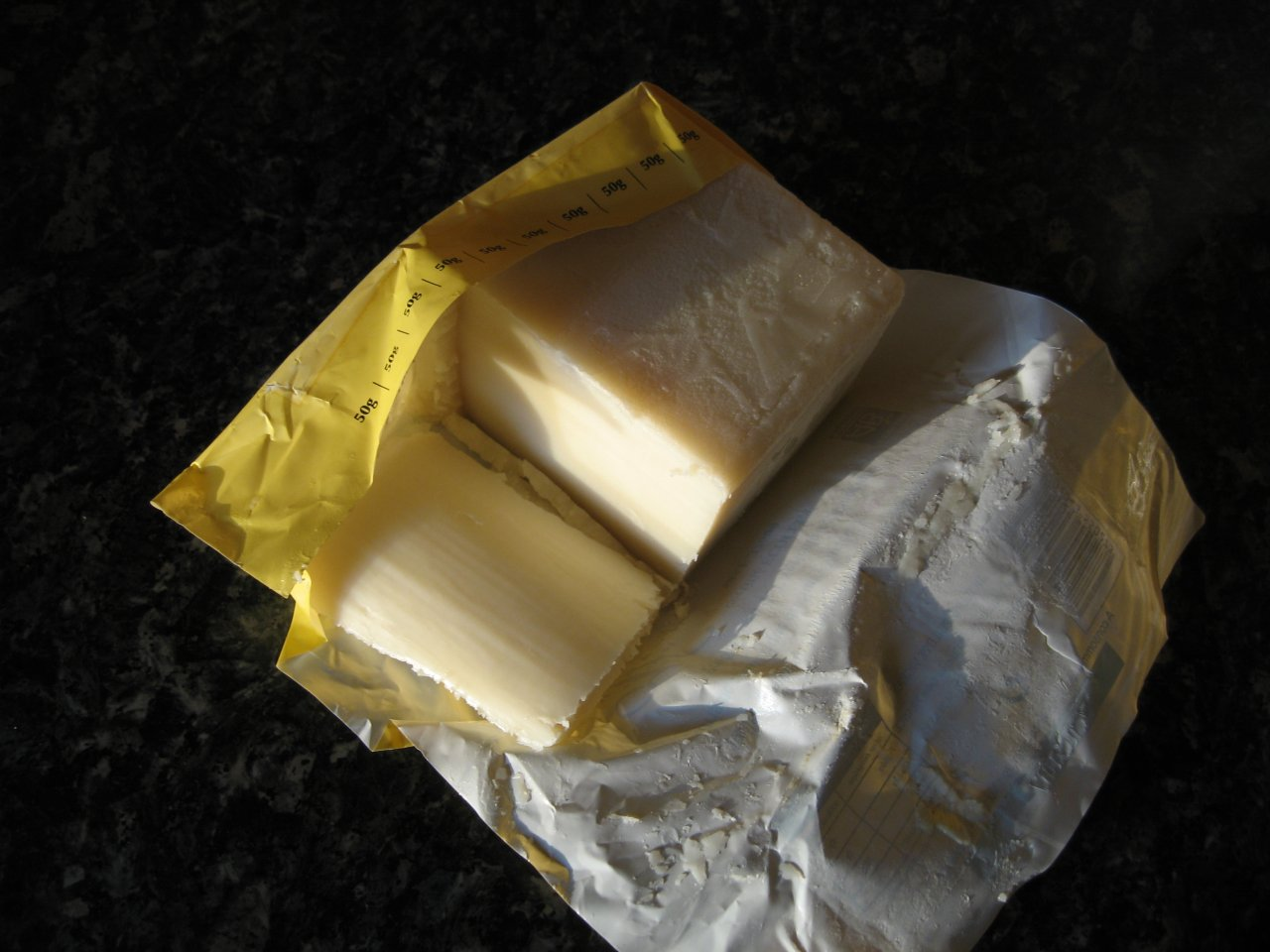
Palmkernfett

#### Nutzung als Nahrungsmittel
Palmöl und Palmkernöl wird zum größten Teil im Bereich der Ernährung eingesetzt. Dabei wird Palmöl aufgrund seiner ausgezeichneten Hitze- und Oxidationsstabilität vor allem in Asien und Afrika als Speisefett zum Kochen, Braten und Frittieren eingesetzt. International wird es zur Herstellung von Backwaren, Margarine und Süßwaren verwendet. Es eignet sich gut zum Erhitzen (Braten), da kaum mehrfach ungesättigte Fettsäurereste enthalten sind, die sich beim Erhitzen in physiologisch bedenkliche Trans-Fettsäurereste umlagern können. Rotes (unraffiniertes) Palmöl enthält eine ungewöhnlich hohe Konzentration von Carotinen und Vitamin E, insbesondere von Tocotrienolen. Ein Esslöffel roten Palmöls enthält mehr als die empfohlene Tagesaufnahme (Recommended Daily Allowance) von Vitamin A, Beta-Carotin und Vitamin E. Von Herstellerseite wird ein Gehalt von 400 bis 800 ppm Tocopherol und Tocotrienol wie auch Carotingehalt angegeben. Rotes Palmöl ist eine der besten Quellen für Tocotrienole, eine Gruppe von Vitamin E-Isomeren, deren gesundheitliche Aspekte seit ca. 25 Jahren erforscht werden.
In Europa ist rohes Palmöl in asiatischen Lebensmittelhandlungen (Asia-Shops) als „Unrefined Palmoil“ erhältlich.
Palmkernöl findet zu einem großen Anteil Verwendung bei der Herstellung von Margarine, der es einen butterähnlichen Geschmack verleiht. Durch verschiedene Veränderungen kann Palmkernöl auch zu hochwertigen Spezialfetten für die Süßwarenindustrie umgewandelt werden. Es wird aufgrund seiner Schmelzeigenschaften für Kakaoglasuren, Eiskonfekt, Cremeüberzüge und schnellschmelzende Schokoladenfüllungen, Toffees und Karamell verwendet.

#### Verwendung in Wasch- und Reinigungsmitteln
Palmkernöl wird für die Herstellung von Tensiden, den waschaktiven Stoffen in konventionellen sowie „ökologischen“ Reinigungsmitteln, eingesetzt. Alle Wasch- und Reinigungsmittel enthalten Anteile von 3–30 % Tensiden, welche entweder aus Erdöl oder aus tropischen Ölen, hauptsächlich Palmkernöl, hergestellt werden. Mit immer größeren Palmölanbauflächen in Asien und in geringerem Maße in Südamerika und Afrika sowie dem Trend zu nachwachsenden Rohstoffen ist der Anteil von Tensiden auf der Basis von Palmkernöl stark zunehmend; dies trotz der damit verbundenen ökologischen und sozialen Probleme. Palmkernöl ist in Wasch- und Reinigungsmitteln nicht deklarationspflichtig und wird daher nicht explizit bei den Inhaltsstoffen erwähnt. Die Angaben bezüglich anionischer, nichtionischer oder amphoterer Tenside geben keinerlei Hinweise auf deren Herkunft. Zuckertenside, auch als Fettsäureglycosid bezeichnet, werden in der Regel aus Palmöl hergestellt. Weiterhin enthalten pflanzliche Reinigungsmittel mit Inhaltsstoffen, deren Bezeichnung mit Lauryl-, oder Coco- beginnt, (z. B. Cocamidopropyl Betaine, Coco-Glucoside, Laurylglucosid, Sodium Coco Sulfate, Cocoate, Natriumlaurylsulfat etc.) zumeist Palmkernöl.
Laut Aussagen der Hersteller bezüglich deren Palmölverbrauchs ist ein Verzicht auf Palmkernöl als Rohstoff für Reinigungsmittel heutzutage als schwierig einzuschätzen. Laut dem „Forum Waschen“ des Industrieverbands Körperpflege- und Waschmittel sind die in Mitteleuropa erzeugten Pflanzenöle zur Tensidproduktion für die meisten Anwendungen derzeit technisch nicht geeignet. Reinigungsmittel auf Basis ökologisch weniger bedenklicher Öle sind derzeit bis auf wenige Ausnahmen kaum erhältlich.

#### Andere industrielle Verwendungen
Palmkernöl wird mit Kokosöl aufgrund der spezifischen Eigenschaften zu den Laurinölen zusammengefasst und wird für ein großes Spektrum weiterer Anwendungen in der Oleochemie genutzt. Ebenso wie Palmöl werden diese Öle zur Gewinnung von Laurinsäure verwendet und als Grundstoff für verschiedene Tenside wie Natriumlaurylsulfat und Sorbitanmonolaureat eingesetzt. Weitere Produkte auf der Basis von Palm- und Palmkernöl finden Verwendung in unterschiedlichen Produkten der Kosmetik- und Reinigungsindustrie. In Kosmetikprodukten wird Palmöl in der Liste der Inhaltsstoffe als ELAEIS FRUIT OIL (INCI) aufgeführt.

#### Palmöl als Energiequelle

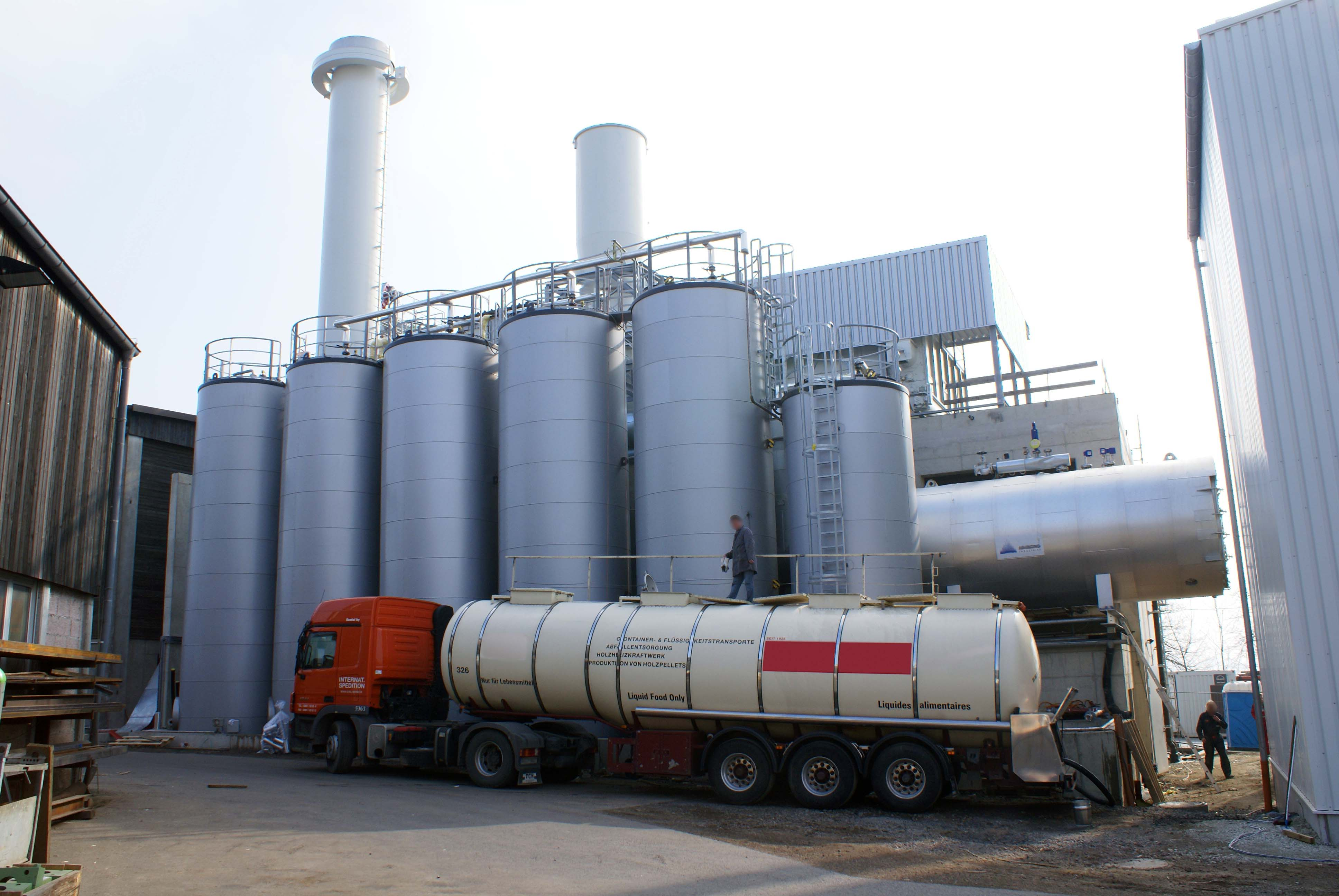
Palmöltanks an einem Biokraftwerk werden befüllt

Die Ölpalme hat einen sehr hohen Ertrag an Öl – und damit Energie – pro Anbaufläche. Ein Hektar Palmölplantage erbringt einen Ertrag von 4 bis 6 Tonnen Palmöl pro Jahr, je nach Palmsorte, Wetter und Pflege. Raps liefert lediglich einen Ertrag von 1,5 bis 2,5 Tonnen Rapsöl pro Hektar Anbaufläche pro Jahr. Da Palmöl zudem gebundene Kohlenwasserstoffketten enthält, die denen mineralischer Öle ähneln, kann es nach Umesterung unproblematisch herkömmlichem Diesel beigemischt werden. Aus diesen Gründen wird dem Palmöl als nachwachsender Energiequelle teils eine gute Öko- und Energiebilanz bescheinigt.
Wenn Palmöl jedoch in großem Maßstab angebaut wird und in Flächenkonkurrenz mit dem tropischen Regenwald tritt, was bei einem Großteil der momentanen Anbaufläche zutrifft, sind die Auswirkungen auf die Umwelt negativ.
Im Jahr 2018 legte die EU im EU-Klimaschutz- und Energierahmen fest, den Anteil von Palmöl im Biodiesel auf dem Stand von 2019 einzufrieren und ab 2030 ganz zu verbieten. 2016 waren 41 % des Palmölimports Deutschlands für die Verwendung in Biodiesel bestimmt.
Malaysia bereitete einen verpflichtenden Wechsel von Diesel auf Biokraftstoffe zum Jahr 2008 vor. Seit 2007 muss in Malaysia verkaufter Diesel 5 % verestertes Palmöl enthalten. Zudem unterstützt die malaysische Regierung aufgrund steigender Mineralölpreise den Bau von Palmöl-Biodiesel-Anlagen der finnischen Firma Neste Oil im Land. Die erste Anlage im finnischen Porvoo startete Mitte 2007 die Produktion des als „Next Generation Biomass-to-Liquid“ (NExBtL) bezeichneten Biodiesels mit einer Jahreskapazität von 170.000 Tonnen. Der dort produzierte „NExBtL“ erreicht eine Cetanzahl von 84 bis 99 und wies in Fahrversuchen mit Bussen abhängig vom Fahrzyklus bis zu 45 % weniger Partikelausstoß und bis zu 20 % weniger Stickoxide (NOx) auf. Als weiterer Vorteil werden geringere Herstellungskosten angeführt, die bei rund einem Viertel gegenüber anderen Biodieselarten liegen sollen. Weitere Anlagen in Singapur und Rotterdam haben eine Produktionsleistung von jeweils 800.000 t pro Jahr. Pläne für eine Palmölraffiniere in Deutschland am Standort Emden scheiterten 2007.
Die Herstellung des Kraftstoffs aus Palmöl erfolgt nach einer Vorbehandlung mit Phosphorsäure und Natronlauge. Das Öl wird bei Temperaturen von 320 bis 360 °C und bis zu 80 Bar Druck unter Zusatz von Katalysator mit Wasserstoff versetzt (hydriert). Der Wasserstoff wird in Porvoo in einem mit Erdgas betriebenen Dampfreformer erzeugt. Zur Strom- und Dampferzeugung dienen die im Prozess anfallenden Abfallstoffe (Schlämme, Gase und Benzinreste) in einem Blockheizkraftwerk.

### Ökologische und sozialethische Probleme

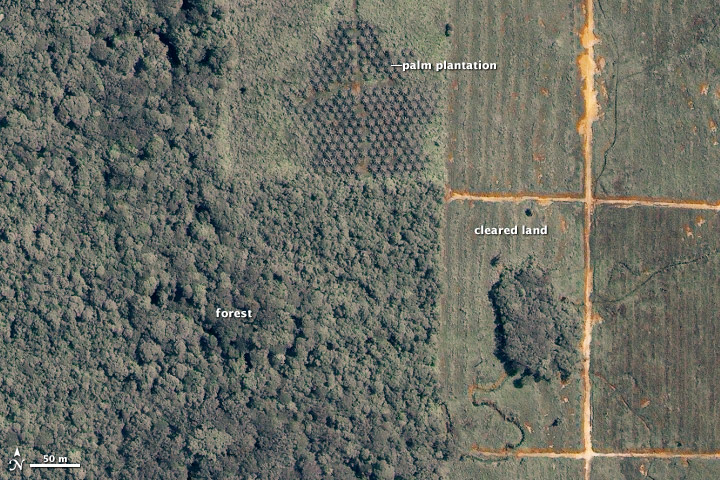
Entwaldung im malaiischen Borneo

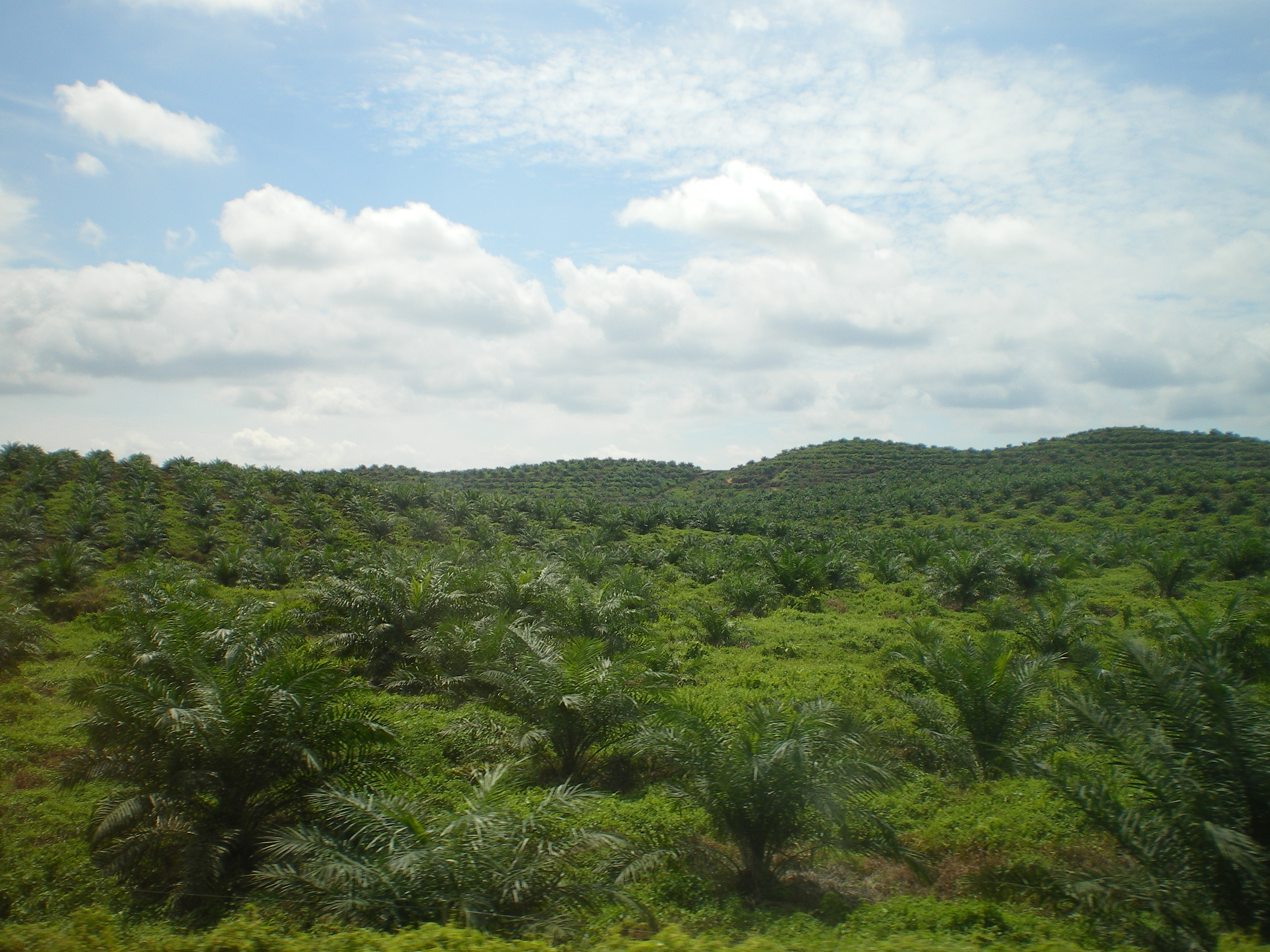
Junge Palmölplantage in Ost-Malaysia

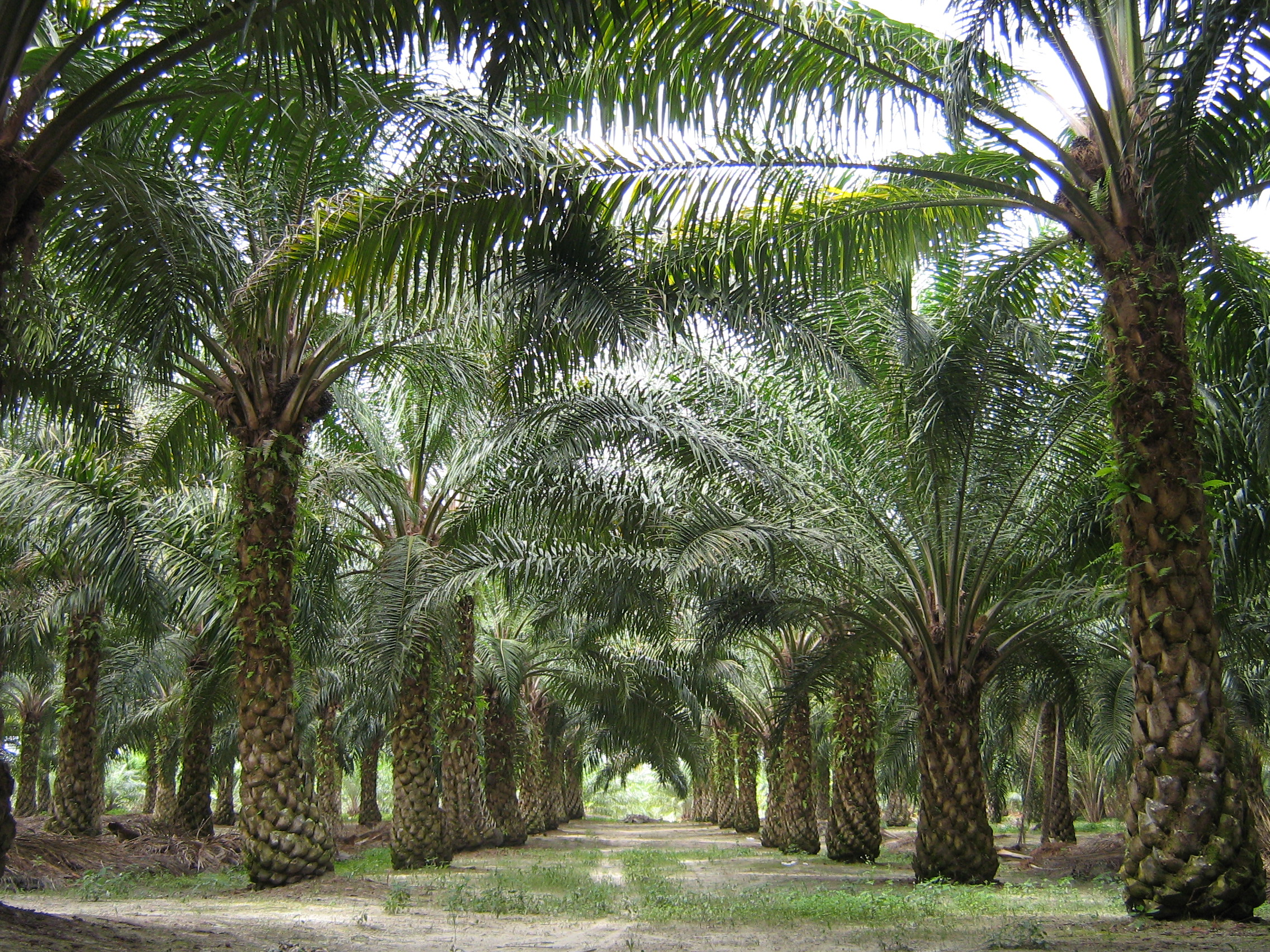
Palmölplantage

Aufgrund der kostengünstigen Herstellung wird Palmöl in großen Mengen zu Biokraftstoffen, Wasch- und Reinigungsmittel sowie Lebensmittelprodukten verarbeitet.
Die mit dem Anbau einhergehende Abholzung großer Regenwaldflächen zur Anlage von Plantagen in den Wachstumsgebieten der Ölpalme und damit verbundene Menschenrechtsverletzungen stehen bei Umweltschutzorganisationen wie Greenpeace und Rettet den Regenwald seit Jahren in der Kritik.
Die FAO hat ermittelt, dass zwischen 1990 und 2005 1,87 Millionen Hektar Palmölplantagen in Malaysia und mehr als 3 Millionen Hektar in Indonesien neu angelegt wurden, von denen mehr als die Hälfte durch Abholzung von tropischen Urwäldern entstand.
Während für Palmöl als Energieträger ein in der Biomassestrom-Nachhaltigkeitsverordnung seit 2007 gesetzlich vorgeschriebenes Zertifizierungssystem die ökologische und soziale Nachhaltigkeit des Anbaus gewährleisten soll, ist dies bei Palmölprodukten wie Kosmetika und Margarine weiterhin nicht der Fall. Der im Jahr 2003 auf Initiative des WWF gegründete Runde Tisch für nachhaltiges Palmöl (Roundtable on Sustainable Palm Oil, RSPO) versucht als zentrale Organisation, nachhaltige Anbaumethoden für Palmöl zu fördern und so die Umweltschädigung zu begrenzen. Mitglieder des runden Tisches sind neben Umweltschutzverbänden und anderen NGOs vor allem Firmen und Institutionen aus der Wertschöpfungskette des Palmöls, darunter Plantagenbetreiber, Händler und industrielle Abnehmer von Palmöl, aber auch Investoren und Banken. Die 394 Vertreter der Palmölindustrie sind dabei gegenüber 22 Vertretern aus Umwelt und Soziales bei weitem in der Überzahl und werden für ihren überproportionalen Einfluss kritisiert.
Seit Juni 2011 können Lebensmittelhersteller und Handel ein Siegel beim RSPO beantragen. Dieses soll Lebensmittel und Kosmetika kennzeichnen, die RSPO-zertifiziertes Palmöl enthalten für das keine tropischen Regenwälder gerodet oder Torfmoore trockengelegt wurden. Rettet den Regenwald bestreitet, dass das RSPO-Siegel eine Wirkung auf Regenwaldrodung oder Klimaschutz habe. Auch Monokulturen seien weiterhin zugelassen.
Für die Lebensmittelindustrie ist Palmöl ein heikles Thema. Selbst deutsche Konzerne wie die Beiersdorf AG, Lidl, Rewe und Bahlsen, die in der Nachhaltigkeits-Bewertung des WWF besonders gut abschneiden, verweigerten dem Bayerischen Rundfunk ein Interview für eine Reportage im Sinne des konstruktiven Journalismus.
Arbeiter sollen mit falschen Versprechungen angelockt und zu Zwangsarbeit gezwungen worden sein. Es wird von Tausenden von Kindern berichtet, die auf Palmölplantagen Fronarbeiten zu leisten hätten. Die indigene Bevölkerung wird teilweise von den RSPO-zertifizierten Firmen mit Gewalt vertrieben, Menschenrechtsverstöße werden kaum geahndet. Auch wird in vielen Palmölplantagen das Herbizid Paraquat eingesetzt, das jährlich zu Tausenden Vergiftungsfällen bei Plantagenarbeitern und Kleinbauern führt. Paraquat ist in der Europäischen Union, der Schweiz und einigen anderen Ländern aus gesundheitlichen Gründen verboten.
Immer wieder erscheinen Berichte über Brandstiftungen, um für neue Palmölplantagen Raum zu schaffen, z. B. Sumatra 2014. Spektrum schreibt 2014: „Allein aus dem Absetzbecken einer typischen südostasiatischen Palmölplantage entweichen demnach pro Jahr über 3000 Tonnen Methan – das entspricht den Kohlendioxidemissionen von mehr als 22.000 Autos in den USA im gleichen Zeitraum. Der gesamte Methanausstoß der indonesischen Produzenten erhöht die Treibhausgasemissionen des Landes um ein Drittel.“
Auch Bio-Palmöl soll in Anbau und Herstellung nicht unbedingt nachhaltiger sein, bis auf einen kleinen Teil, der in afrikanischen Kooperativen angebaut wird. Das Forschungsinstitut für biologischen Landbau sieht hingegen klare Vorteile in der ökologischen Landwirtschaft. Die Lebensmittel-Praxis sieht Probleme bei der Expansion von Bio-Palmölplantagen. Die zur Verfügung stehenden Flächen sind sehr begrenzt, da diese bereits landwirtschaftlich genutzt werden müssen.

### Alternativen und Lösungsansätze
Durch den hohen Ertrag der Palmölplantagen von etwa 3,3 Tonnen pro Hektar und Jahr ist Palmöl aus Sicht der Vermeidung von Flächenverbrauch sehr vorteilhaft. Der Umstieg auf andere Öle und Fette gestaltet sich daher schwierig und müsste zu einem großen Teil auf Kokosöl, welches ähnliche Eigenschaften in der Einsetzbarkeit besitzt, erfolgen. Dies würde den Flächenverbrauch um etwa das 5-Fache ansteigen lassen und zusätzlich den Ausstoß der Treibhausgas-Emissionen um etwa 308 Millionen Tonnen erhöhen. Ausgenommen in der Verwendung zur Herstellung von Biodiesel, gibt es somit nicht viele umwelt-schonendere Alternativen zu Palmöl. Jedoch könnten in Deutschland 50 % des Palmöles eingespart werden, würde es nicht mehr als Grundstoff für Biodiesel verwendet und, wo es weiterhin leicht möglich ist, durch Öle aus der nationalen Landwirtschaft ersetzt werden. Im Jahr 2016 wurden 41 % des nach Deutschland importierten Palmöls nach Umwandlung in Biodiesel als Kraftstoff verwendet.
Im Jahr 2013 hat das Bundesministerium für Ernährung und Landwirtschaft mit einigen Unternehmen und dem WWF das Forum Nachhaltiges Palmöl (FONAP) gegründet. Ziel des FONAP ist es, den Anteil an nachhaltig zertifiziertem Palmöl im deutschsprachigen Raum signifikant zu erhöhen und die existierenden Zertifizierungen zu verbessern. Die Mitglieder, darunter Unternehmen wie dm Drogeriemarkt und Weleda, streben insbesondere die transparentere Rückverfolgung der Lieferketten zur Sicherstellung des legalen Palmöl-Anbaus und die Verhinderung des Einsatzes von giftigen Pestiziden an.
Protifarm, der Weltmarktführer bei der Produktion von Insekten für den menschlichen Verzehr, forscht an einem Öl aus Insekten, das als nachhaltige Alternative zu Palmöl dienen soll.

### Gesundheitliche Risiken
Die in Palmöl ebenso wie in Kokosfett und Butter enthaltenen gesättigten Fettsäuren stehen im Verdacht, an der Entstehung von Diabetes, Gefäßerkrankungen und Krebs beteiligt zu sein. Die Zusammenhänge sind umstritten.
Erste Untersuchungen zeigten auch, dass die in Palmöl enthaltene Palmitinsäure die Metastasierung von Krebs fördern kann. Es wären jedoch klinische Studien nötig, um festzustellen, ob eine palmitinsäurearme Ernährung den Metastasierungsprozess verlangsamt.
Die Europäische Behörde für Lebensmittelsicherheit (EFSA) warnt vor sogenannten Prozesskontaminanten in Lebensmitteln, die in raffiniertem Palmöl enthalten sind. Das sind unerwünschte Stoffe, die bei der industriellen Verarbeitung entstehen. Auch in Lebensmitteln mit anderen stark erhitzten pflanzlichen Ölen und Fetten als Zutat können diese Schadstoffe vorkommen. Es handelt sich um Glycidyl-Fettsäureester (GE), 3-MCPD-Fettsäureester und 2-MCPD-Fettsäureester. Die höchsten Konzentrationen dieser Ester wurden in Palmölen und Palmfetten gefunden, gefolgt von anderen Ölen und Fetten, so die EFSA. Nach Angaben der Risikostudie der EFSA enthält Palmöl/Palmfett im Mittelwert 3955 μg/kg (Mikrogramm pro Kilogramm) Glycidol, hingegen Sonnenblumenöl 269 μg/kg, Rapsöl 166 μg/kg, Olivenöl 15 μg/kg. Bei 3-MCPD und 2-MCPD werden ähnliche Verhältnisse angegeben.
Glycidol hat erbgutverändernde und krebserzeugende Eigenschaften und wurde von der Internationalen Agentur für Krebsforschung (IARC) der Weltgesundheitsorganisation (WHO) als „wahrscheinlich krebserregend beim Menschen“ (Gruppe 2A) eingestuft. 3-MCPD betrachtet die Agentur als genotoxisch.
Medienanstalten und Verbraucherschutzorganisationen haben Markenprodukte – darunter Babymilch, Kekse, Schokolade, Kindersnacks und Kartoffelchips –, die Palmöl enthalten, in Labors untersuchen lassen und Berichte über die darin festgestellten Kontaminanten veröffentlicht.
Die EU verabschiedete eine schrittweise Reduktion der Kontamination, deren Höchstwerte für Glycidyl-Fettsäurenester im Anhang der Verordnung (EG) Nr. 1881/2006 festgelegt werden.

## Palmkernöl
Palmkernöl, besser Palmkernfett, wird aus den Kernen der Ölfrüchte gewonnen. Die Kerne werden getrocknet, gemahlen und dann gepresst. Das Palmkernöl enthält einen großen Anteil (bis zu 55 %) der gesättigten Fettsäure Laurinsäure in gebundener Form. Von den enthaltenen Triglyceriden sind 60 % dreifach gesättigt (19,8 % mit dreimal Laurinsäure, 14,1 % mit zweimal Laurinsäure, einmal mit Myristinsäure). Weitere 25 % tragen zwei gesättigte Fettsäuren und eine ungesättigte Ölsäure. Daneben kommen Palmitinsäure, Caprinsäure, Caprylsäure, Stearinsäure, Linolsäure, Capronsäure und weitere freie Fettsäuren in geringerer Menge vor. Die Tocopherole setzen sich hauptsächlich aus β- und γ-Tocopherol, wenig α-Tocopherol, sowie α- und γ-Tocotrienol zusammen. Die Sterole (insgesamt etwa 1300 ppm) setzen sich hauptsächlich aus β-Sitosterol (ca. 900 ppm), weniger Stigmasterol (etwa 150 ppm) und Campesterol (etwa 120 ppm), geringen Mengen (zusammen etwa 100 ppm) D5-Avenasterol, Cholesterol und D7-Stigmasterol, sowie 4-Methylsterolen (Citrostadienol 126 ppm, Gramisterol 80 ppm, Obtusifoliol 52 ppm) zusammen. Weitere Inhaltsstoffe sind Triterpenalkohole (Cycloartenol 295 ppm, α-Amyrin 209 ppm, Lupeol 94 ppm, Butyrospermol 65 ppm, β-Amyrin und 24-Methylencycloartenol je 29 ppm). In asiatischen Palmkernölen kommen auch freie und gebundene Lactone, außerdem noch Methyl-n-nonylketon und Squalen vor.
Die Zusammensetzung des Palmkernfetts unterscheidet sich deutlich vom Palmöl, das rohe Öl ist hell- bis orangegelb, nach der Raffination erhält man ein fast weißes bis leicht gelbliches Fett. Palmkernfett ist bei Raumtemperatur halbfest, der Schmelzbereich liegt zwischen 23 und 30 °C. Bei Körpertemperatur schmilzt es dann jedoch rasch und hinterlässt dabei einen spürbaren Kühleffekt. Es wird daher gern in Kakaoglasuren, Eiskonfekt und Eiscremeüberzügen und kühlschmelzenden Schokoladenfüllungen eingesetzt. Durch verschiedene Modifikationsverfahren lassen sich aus dem Palmkernfett hochwertige Spezialfette für die Süßwarenindustrie herstellen.
Palmkernfett findet außerdem Verwendung als feste Komponente bei der Margarineherstellung. Im großen Umfang dient es auch zur Herstellung von oleochemischen Zwischenprodukten, die in der Kosmetik- und Reinigungsmittelindustrie eingesetzt werden. Auch in der Aluminiumindustrie findet es Verwendung.
Im Jahr 2020 wurden laut FAO weltweit 8 Millionen Tonnen Palmkernfett produziert. Die zehn größten Produzenten erzeugten zusammen etwa 94,9 % der Welternte. Die größten Anbauländer waren Indonesien und Malaysia, die zusammen etwa 83,2 % der Welternte erzeugten.